# Panacanthus gibbosus
Panacanthus gibbosus är en insektsart som beskrevs av Montealegre-z. och G.K. Morris 2004. Panacanthus gibbosus ingår i släktet Panacanthus och familjen vårtbitare. Inga underarter finns listade i Catalogue of Life.